# اس‌تی‌اس-۵۲
اس‌تی‌اس-۵۲ (انگلیسی: STS-۵۲) یکی از ماموریت‌های شاتل فضایی کلمبیا بود که در تاریخ ۲۲ اکتبر ۱۹۹۲ به فضا پرتاب شد. هدف این ماموریت قراردادن ماهواره (LAGEOS-II در مدار زمین و تحقیقات پیرامون جاذبه صفر بود.